# Birog
Birog – według mitologii celtyckiej (goidelskiej) druidka, która pomogła Cianowi wdrapać się na kryształową wieżę Balora, więżącego w niej swoją córkę Ethlinn. Gdy po jego wizycie Ethlinn urodziła syna, Lugha, Balor wyrzucił go do morza. Birog uratowała Lugha i oddała Manannan mac Lirowi na wychowanie.